# Keramikfaser

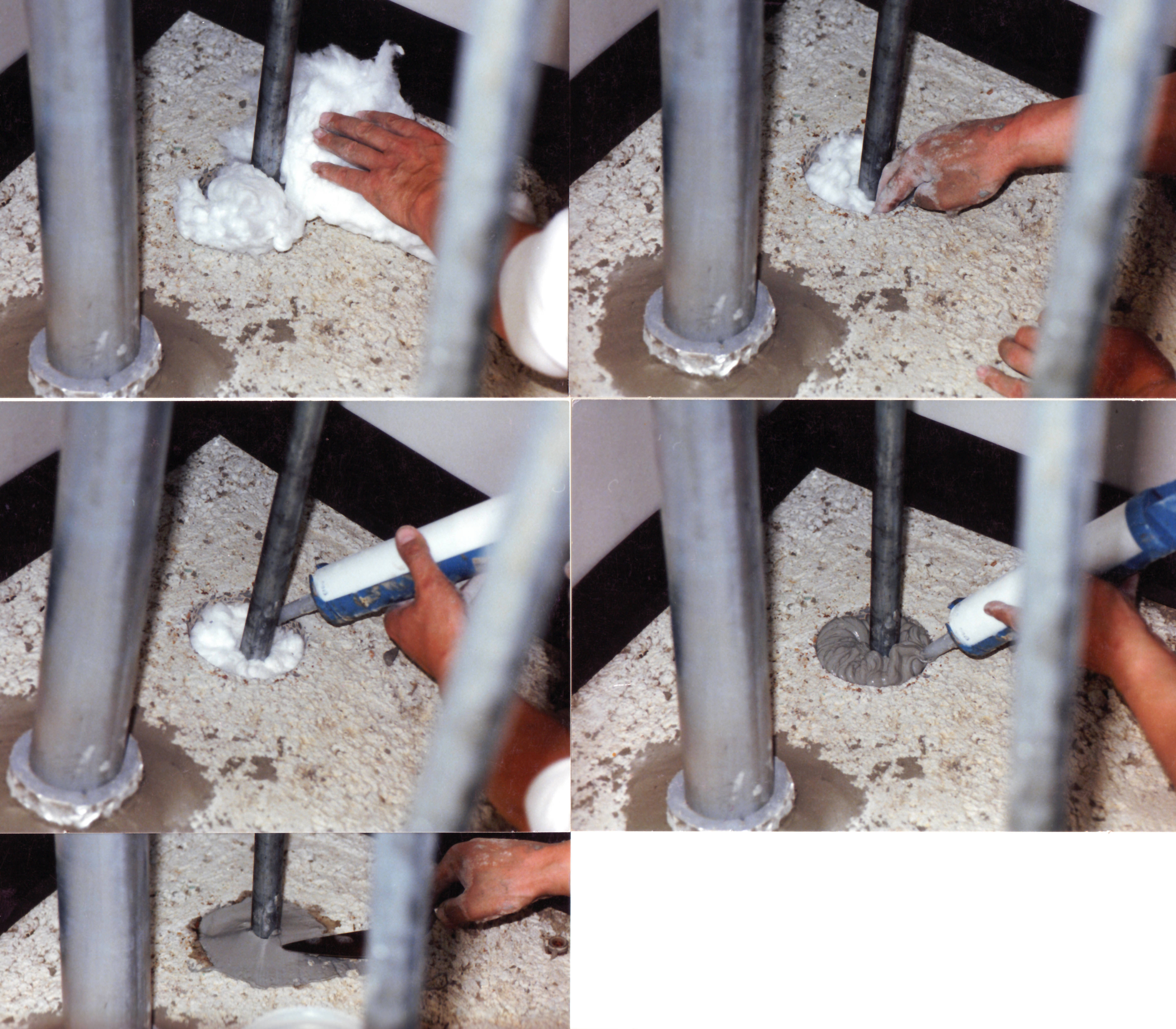
Keramikfaser zusammen mit Silikonkautschuk als Schott

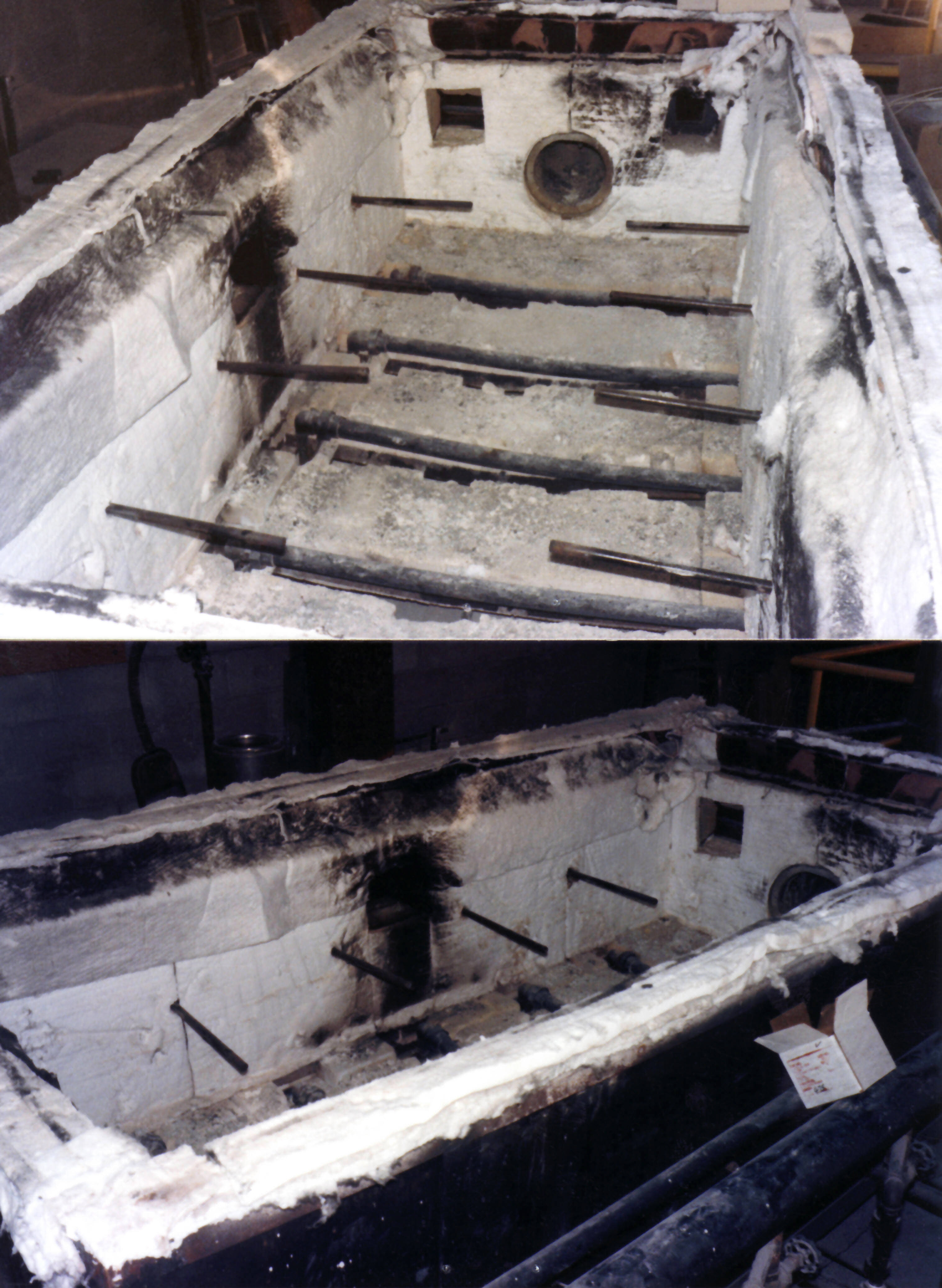
Keramikfaser als Isolierung für einen Ofen zum Zwecke von Brandprüfungen

Bei einer Keramikfaser (CEF) oder keramischen Faser handelt es sich um eine Faser aus anorganischem, nicht-metallischem Material.
Ursprünglich wurden nur polykristalline anorganische Werkstoffe als keramisch bezeichnet. Inzwischen gibt es aber auch amorphe Fasern, die auf Grund ihrer Eigenschaften als keramische Fasern bezeichnet und aus verschiedenen Polymeren, den Precursoren, durch Pyrolyse hergestellt werden.
Die Abgrenzung zu ebenfalls amorphen Glasfasern, die nicht zu den keramischen Fasern gezählt werden, ist am besten durch den Produktionsprozess möglich (Glasfasern aus Glasschmelze, amorphe Keramikfasern aus polymeren Vorstufen durch Pyrolyse).
Im Folgenden sollen nur die polykristallinen und amorphen keramischen Fasern vorgestellt werden; monokristalline Fasern, die Whisker, werden an anderer Stelle beschrieben.
Keramische Fasern werden eingeteilt in oxidische und nicht-oxidische.

## Herstellprinzip

### Oxidische Fasern
An oxidischen Keramikfasern existieren auf dem Markt im Prinzip nur Fasern auf der Basis von Aluminiumoxid und Siliciumdioxid in unterschiedlichen Anteilen und zum Teil noch mit zusätzlichem Boroxid oder Zirkoniumoxid. Mischoxidfasern aus 85 % Al2O3 und 15 % SiO2 werden auch als Mullitfasern bezeichnet. Alle diese Fasern sind polykristallin.
Als Ausgangsmaterialien werden Spinnmassen verwendet, in denen organische Polymere wie Polyvinylalkohole oder Polyethylenoxide die Verspinnbarkeit sicherstellen. Meist werden in Wasser gelöste Salze oder kolloidal gelöste anorganische Komponenten (Sole), manchmal ergänzt durch Beigabe sehr feiner Pulver, nach dem Trocknen der versponnenen Faser zur sogenannten Grünfaser. Diese werden – wie sogenannte Grünkörper der normalen Keramik – durch einen Sinterprozess zur fertigen oxidischen Keramikfaser umgewandelt.

### Nichtoxidische Fasern
An nichtoxidischen, industriell hergestellten Fasern (außer den Kohlenstofffasern) sind bisher nur verschiedene Typen von Siliciumcarbidfasern erhältlich.
Ausgangspolymere sind fast ausschließlich sogenannte Poly-Carbosilane. Es handelt sich hierbei im Prinzip um Polymere aus Kohlenwasserstoffen, in denen einzelne Kohlenstoff- durch Siliciumatome oder Silane, in denen einzelne Silicium- durch Kohlenstoffatome ersetzt worden sind. Durch Zusätze werden die Polymere in einem Härtungsprozess vernetzt, damit sie nach dem Spinnprozess bei der Pyrolyse nicht einfach verdampfen, sondern – wie bei der Herstellung von Kohlenstofffasern – in eine amorphe, meist nicht-stöchiometrische, noch freien Kohlenstoff enthaltende SiC-Keramikfaser umgewandelt werden. Bei speziellen Verfahren ist auch die Herstellung sehr feinkristalliner und reiner SiC-Fasern mit deutlich verbesserten Hochtemperatureigenschaften gelungen.
Als zusätzliche Elemente werden in den verschiedenen erhältlichen Fasertypen Sauerstoff, Titan, Zirkonium und Aluminium genannt. Fasern, die auf der Basis von Polysilazanen hergestellt werden, enthalten hohe Anteile von Stickstoff und werden dann als SiNC-Fasern bezeichnet. Auch ist Bor schon als weiterer zusätzlicher Bestandteil in SiBNC-Faserentwicklungen verwendet worden.
Die große Breite an Möglichkeiten in der organischen Chemie hält die Entwicklung weiterer Varianten von keramischen Fasertypen in den letzten und wohl auch in den kommenden Jahren in Bewegung.
Die Herstellung von Kohlenstofffasern ist unter Kohlenstofffaser beschrieben.

## Eigenschaften
Je nach Herstellverfahren und Bestandteilen zeigen die keramischen Fasern unterschiedliche Eigenschaften. Die Struktur und die verschiedenen Zusätze sorgen dafür, dass bei allen keramischen Fasern im Vergleich zur normalen Keramik eine hohe Zugfestigkeit und Dehnbarkeit gemessen werden kann.
| Fasertyp       | Dichte (g/cm³) | Durchmesser (µm) | Zugfestigkeit (GPa) | E-Modul (GPa) | Bruchdehnung (%) |
| -------------- | -------------- | ---------------- | ------------------- | ------------- | ---------------- |
| Aluminiumoxid  | 2,7–4,1 (*)    | 10               | 1,7–2,9             | 150–370       | 0,6–1,1          |
| Siliciumcarbid | 2,5–3,1        | 8–15             | 2,6–3,4             | 170–420       | 0,6(**)–1,9      |

(*): die hohe Dichte rührt von nennenswerten Zirkoniumoxidanteilen. (**): die niedrige Bruchdehnung gehört zu kristallinen SiC-Fasern.
Die Tabelle listet einige Eigenschaften keramischer Fasern und die Bandbreite der Daten der verschiedenen Typen auf.
Für einige Anwendungen sind die Eigenschaften bei Temperaturen oberhalb von ca. 500 °C wichtig. In Gegenwart von Sauerstoff werden ab dieser Temperatur Kohlenstofffasern nennenswert oxidiert, und auch die amorphen Siliciumcarbidfasern verlieren ihre Festigkeit durch Oxidation der Reste von freiem Kohlenstoff in den Fasern. Die verfügbaren Aluminiumoxidfasern sind bei hohen Temperaturen zwar oxidationsbeständig, oberhalb von ca. 1000 °C zeigen sie unter Belastung Kriechverhalten, das viele Anwendungen dieser Fasern in keramischen Faserverbundwerkstoffen bei hohen Temperaturen erschwert oder unmöglich macht.
Bei den amorphen Siliciumcarbidfasern beginnt bei Temperaturen ab etwa 1200 °C auch im Vakuum ein Rekristallisierungsprozess, der die Festigkeitseigenschaften verschlechtert. Die noch nicht abgeschlossene Entwicklung kristalliner, bis zu hohen Temperaturen belastbarer SiC-Fasern hat hier schon erste Erfolge erbracht.
Elektrische, thermische und Korrosionseigenschaften der Fasern sind ähnlich wie die der normalen technischen Keramiken. Lediglich solche mit amorpher Struktur weisen schlechtere Korrosionsbeständigkeit und reduzierte Wärme- und elektrische Leitfähigkeit auf.
Die Eigenschaften der Kohlenstofffasern sind unter Kohlenstofffaser nachzulesen.

## Anwendungen
Aluminiumoxidfasern sind unter anderem für Wärmeisolationen und als flexible Gewebe in hitzeisolierenden Schutzanzügen im Einsatz und haben auch schon in oxidischer faserverstärkter Keramik Verwendung gefunden.
Aluminiumsilikatwolle ist ein Produkt zur Wärmedämmung in industriellen Bereichen bei Arbeitstemperaturen >1000 °C.
Der Schwerpunkt ihres Einsatzes sind weite Bereiche des Ofen-, Feuerungs- und Heizungsbaues, des Automobilbaues im Hot-End-Bereich und als Lagerungsmatten für Katalysatoren und Rußpartikelfilter. (Siehe auch Hochtemperaturwolle.)
Schwerpunkt der Verwendung von SiC-Fasern ist ebenfalls die Herstellung von faserverstärkter Keramik.
Über Anwendungen von Kohlenstofffasern wird unter Kohlenstofffaser berichtet.

## Gesundheitsrisiko
Keramikfasern werden als krebserzeugend im Tierversuch bewertet. Sie wurden deshalb in einer im Mai 2016 von der Europäischen Kommission bekannt gemachten Vorschlagsliste für verbindliche Arbeitsplatzgrenzwerte aufgenommen.

## Einige Herstellernamen
- Kohlenstofffasern: siehe Kohlenstofffaser
- Aluminiumoxidfasern: Ibiden, Mitsui, Sumitomo Chemical, Denka/Nitivy, 3M Nextel, Unifrax, Rath Incorporated
- Siliciumcarbidfasern: Nippon Carbon, Ube Industries